# Mladen Stoicev
Mladen Stoicev (Kirin Serbia: Младен Стоицев; sinh 21 tháng 10 năm 1995) là một tiền đạo bóng đá Serbia thi đấu cho Jagodina.